# Gary Lewis and the Playboys

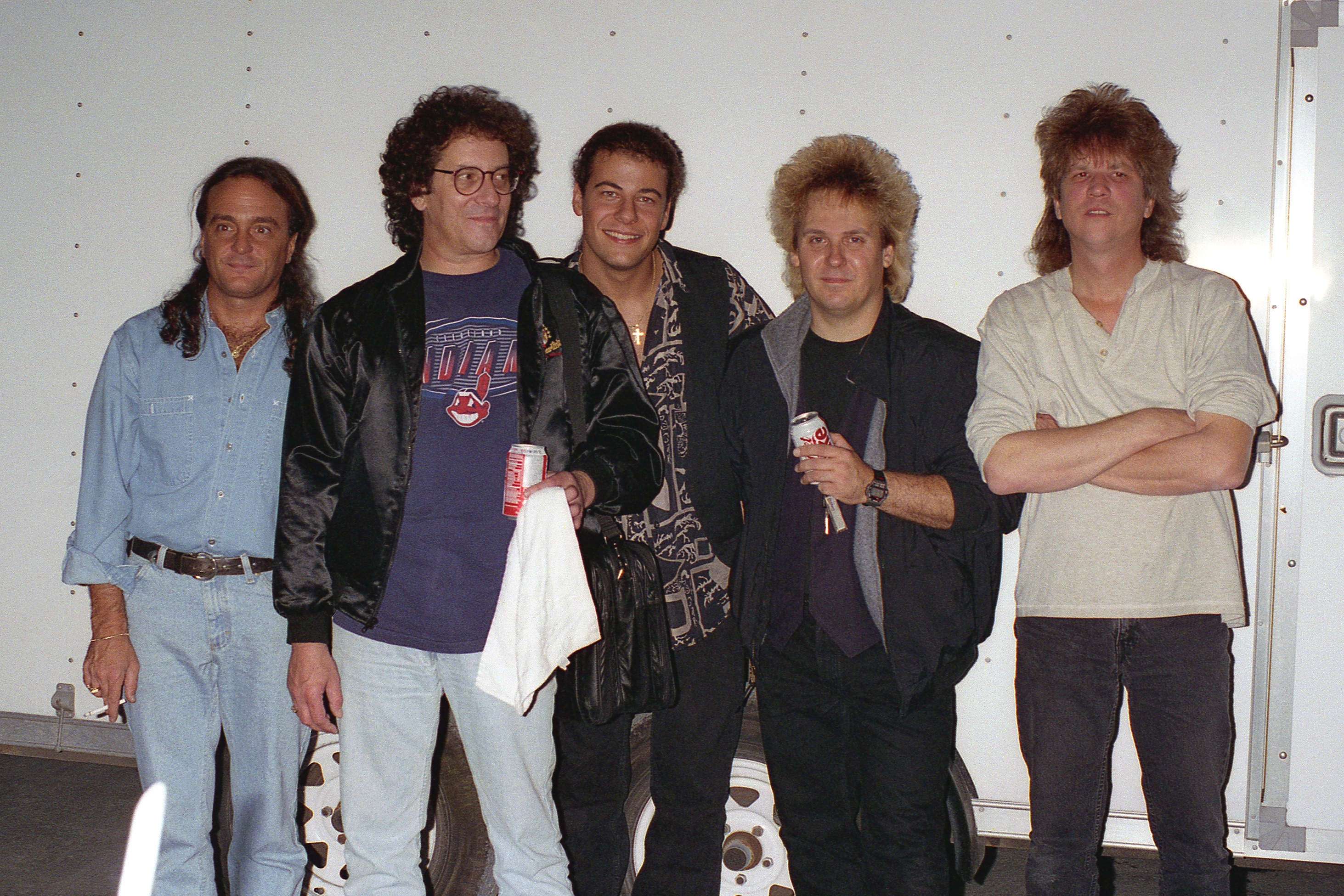
Gary Lewis and the Playboys 1996.

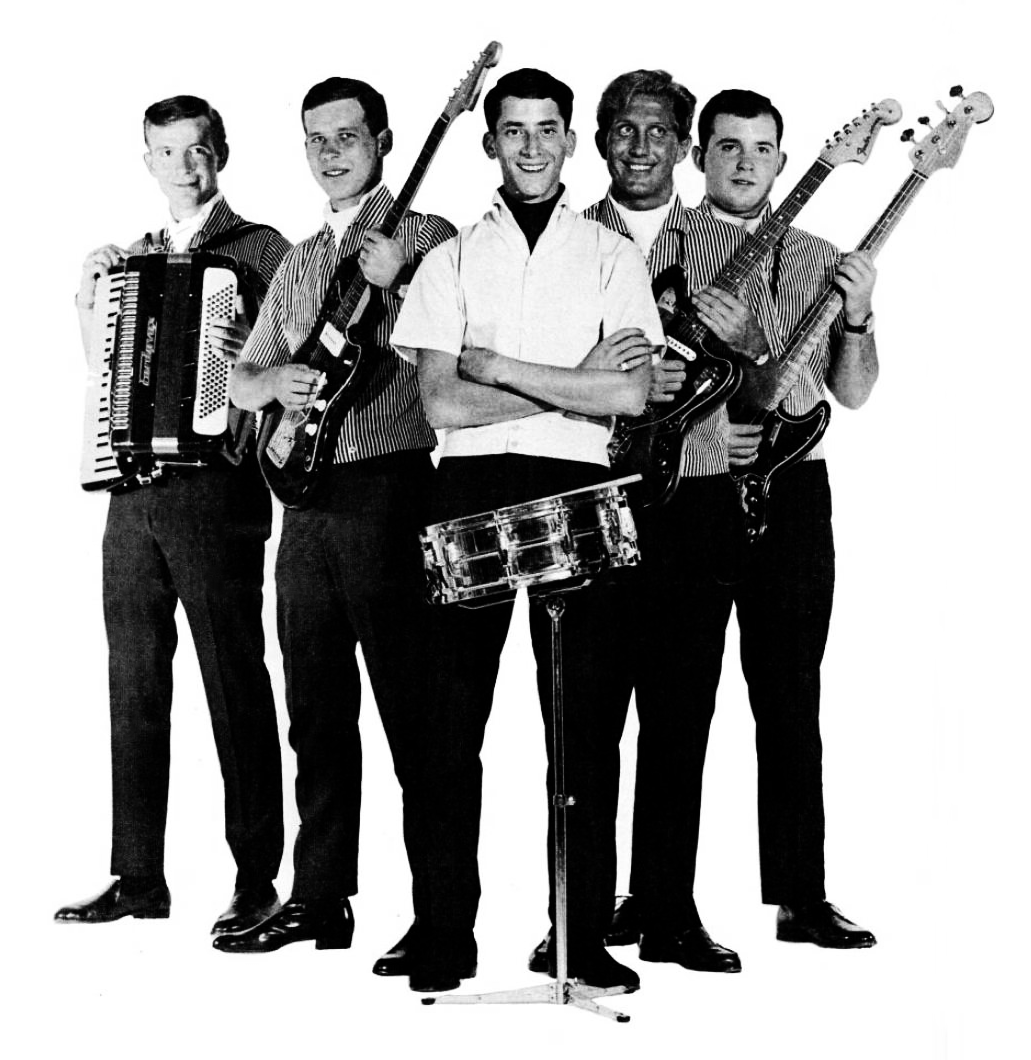
Gary Lewis and the Playboys 1964.

Gary Lewis and the Playboys var en popgrupp bildad 1964 i Los Angeles, Kalifornien, USA av trumslagaren och sångaren Gary Lewis. Övriga medlemmar i gruppen var Alan Ramsey (gitarr), John West (gitarr), David Costell (bas), och David Walker (orgel). Gruppen upptäcktes efter att de under en längre period spelat på Disneyland och fick kontrakt på Liberty Records. Gary Lewis hade inte så stark sångröst, men han och gruppen blev ändå mycket populär 1965–1966.
De spelade in sin första singel "This Diamond Ring" 1964. Våren 1965 hade den nått förstaplatsen på Billboard Hot 100-listan. Samma år följde "Count Me In", "Save Your Heart for Me" och "Everybody Loves a Clown" som också blev stora hits. Även 1966 rönte gruppen framgångar med låtarna "My Heart's Symphony", "Sure Gonna Miss Her", "Green Grass" och deras sista stora hit "She's Just My Style". Trots sina många hitsinglar i USA fick gruppen aldrig något genombrott i Storbritannien. Gruppen upplöstes 1967 efter att Lewis blivit inkallad till armén. När han var tillbaka igen 1968 gavs snabbt en cover av Brian Hylands hitlåt "Sealed with a Kiss" ut som blev ganska framgångsrik. Men musiklandskapet hade förändrats dramatiskt under den tid som förflutit, och gruppen sågs redan som daterad. Den upplöstes 1970. Gary Lewis har dock återbildat gruppen med nya medlemmar och uppträtt sporadiskt långt efter storhetstiden.
"Save Your Heart for Me" blev etta på Tio i topp i Sverige i oktober 1965. Gruppen hade i samma veva uppträtt i svenska tv-popprogrammet Drop In.

## Diskografi, album i urval
- This Diamond Ring (1965)
- A Session with Gary Lewis and the Playboys (1965)
- Everybody Loves a Clown (1965)
- She's Just My Style (1966)